# Station Płock Radziwie Port
Station Płock Radziwie Port was een spoorwegstation voor goederenvervoer in de Poolse plaats Płock. Het station ligt aan de goederenspoorlijn 56 Płock Radziwie – Płock Radziwie Port en werd gebruikt door bedrijven in de haven van Płock aan de linkeroever van de Wisła, waar onder andere een grote graanelevator is gesitueerd. Het station is inmiddels buiten gebruik en niet meer bereikbaar per spoor omdat over een spoorwegovergang nabij is geasfalteerd.
Lijn 33 Kutno – Brodnica: 

0: Kutno ·
3: Azory ·
6: Florek ·
9: Raciborów Kutnowski ·
14: Strzelce Kujawskie ·
21: Sierakówek ·
28: Gostynin ·
34: Rogożew ·
39: Łąck ·
45: Płock Radziwie ·
52: Płock ·
58: Płock Trzepowo ·
65: Proboszczewice Płockie ·
73: Gozdowo ·
79: Susk ·
87: Sierpc ·
99: Szczutowo ·
109: Puszcza Rządowa ·
117: Rypin ·
129: Kretki ·
142: Brodnica

Lijn 56 Płock Radziwie – Płock Radziwie Port: 

0: Płock Radziwie ·
2: Płock Radziwie Port